# Coelorinchus kaiyomaru
Coelorinchus kaiyomaru är en fiskart som beskrevs av Arai och Iwamoto, 1979. Coelorinchus kaiyomaru ingår i släktet Coelorinchus och familjen skolästfiskar. Inga underarter finns listade i Catalogue of Life.